# جيمس أرمسترونغ (ضابط)
جيمس أرمسترونغ (بالإنجليزية: James Armstrong)‏ هو ضابط أمريكي، ولد في 17 يناير 1794 في شيلبيفيل في الولايات المتحدة، وتوفي في 27 أغسطس 1868 في سالم في الولايات المتحدة.